# Godofredo III de Maine
Godofredo III de Maine (? - 907) foi um nobre da França medieval e detentor do título de Conde do Maine.

## Relações familiares
Foi filho de Roricão III do Maine, senhor do Maine e casado com Godilda de França, também denominada como Godeilda Carolíngia, filha do rei Carlos II de França "o Calvo" (823 - 877) e de Ermentrude de Orleães (820 -?) de quem teve:
1. Godilda do Maine (892 - 940) foi casada por duas vezes, a 1ª com Herveu da Bretanha (870 - 955) [1][2], conde do Maine pelo casamento, Marquês da Provença por direito próprio, filho de Salomão da Bretanha (835 - 15 de Dezembro de 874), Conde de Rennes e Nantes e a partir de 852 rei da Bretanha (Cuja história se encontra na "Crônica de Saint-Brieuc" (Chronicon Briocense), provavelmente escrita entre os ano de 1010 e o ano de 1040, cerca de dois séculos após sua morte[3]). O segundo casamento foi com Fredelon de Chameliac (? - 925), senhor de Semur-en-Brionnais.

## Bibliografa
- A Herança Genética de D. Afonso Henriques, Luiz de Mello Vaz de São Payo, Universidade Moderna, 1ª Edição, Porto, 2002, página 287.